# Eliminatórias da Copa do Mundo FIFA de 2026 – UEFA (Grupo K)
O Grupo K das eliminatórias da UEFA para a Copa do Mundo FIFA de 2026 é formado por Albânia, Andorra, Inglaterra, Letônia e Sérvia.
O vencedor do grupo se classifica automaticamente para a Copa do Mundo de 2026, enquanto o segundo colocado avança para a segunda fase.

## Classificação
| Pos | Equipe     | Pts | J | V | E | D | GP | GC | SG | Classificado               |  |        |        |        |        |        |
| --- | ---------- | --- | - | - | - | - | -- | -- | -- | -------------------------- |  | ------ | ------ | ------ | ------ | ------ |
| 1   | Inglaterra | 9   | 3 | 3 | 0 | 0 | 6  | 0  | +6 | Copa do Mundo FIFA de 2026 |  | —      | 2–0    | 13 Nov | 3–0    | 6 Set  |
| 2   | Albânia    | 5   | 4 | 1 | 2 | 1 | 4  | 3  | +1 | Segunda fase               |  | 16 Nov | —      | 0–0    | 9 Set  | 3–0    |
| 3   | Sérvia     | 4   | 2 | 1 | 1 | 0 | 3  | 0  | +3 | Eliminado                  |  | 9 Set  | 11 Out | —      | 16 Nov | 3–0    |
| 4   | Letónia    | 4   | 3 | 1 | 1 | 1 | 2  | 4  | −2 | Eliminado                  |  | 14 Out | 1–1    | 6 Set  | —      | 11 Out |
| 5   | Andorra    | 0   | 4 | 0 | 0 | 4 | 0  | 8  | −8 | Eliminado                  |  | 0–1    | 13 Nov | 14 Out | 0–1    | —      |

## Partidas
A lista de jogos foi confirmada pela UEFA em 13 de dezembro de 2024 após o sorteio. Os horários são CET/CEST conforme listados pela UEFA (os horários locais, se diferentes, estão entre parênteses).
| 21 de março de 2025 | Andorra | 0 – 1                             | Letónia  | Estádio Nacional, Andorra-a-Velha           |
| 20:45               |         | Relatório (FIFA) Relatório (UEFA) | Šits 58' | Público: 957 Árbitro: GEO Giorgi Kruashvili |

| 21 de março de 2025 | Inglaterra                  | 2 – 0                             | Albânia | Estádio de Wembley, Londres                                |
| 20:45 (19:45 UTC+0) | Lewis-Skelly 20' · Kane 77' | Relatório (FIFA) Relatório (UEFA) |         | Público: 82 378 Árbitro: ESP Alejandro Hernández Hernández |

| 24 de março de 2025 | Albânia                     | 3 – 0                             | Andorra | Arena Kombëtare, Tirana                         |
| 20:45               | Manaj 9', 19' · Uzuni 90+2' | Relatório (FIFA) Relatório (UEFA) |         | Público: 17 183 Árbitro: AUT Sebastian Gishamer |

| 24 de março de 2025 | Inglaterra                     | 3 – 0                             | Letónia | Estádio de Wembley, Londres                |
| 20:45 (19:45 UTC+0) | James 38' · Kane 68' · Eze 76' | Relatório (FIFA) Relatório (UEFA) |         | Público: 79 572 Árbitro: ISR Orel Grinfeld |

| 7 de junho de 2025 | Andorra | 0 – 1                             | Inglaterra | RCDE Stadium, Barcelona (Espanha)      |
| 18:00              |         | Relatório (FIFA) Relatório (UEFA) | Kane 50'   | Público: 8 872 Árbitro: CRO Igor Pajač |

| 7 de junho de 2025 | Albânia | 0 – 0                             | Sérvia | Arena Kombëtare, Tirana                   |
| 20:45              |         | Relatório (FIFA) Relatório (UEFA) |        | Público: 20 427 Árbitro: ITA Davide Massa |

| 10 de junho de 2025 | Letónia            | 1 – 1                             | Albânia                 | Estádio Skonto, Riga                         |
| 20:45 (21:45 UTC+3) | Černomordijs 45+4' | Relatório (FIFA) Relatório (UEFA) | Černomordijs 29' (g.c.) | Público: 6 083 Árbitro: TUR Halil Umut Meler |

| 10 de junho de 2025 | Sérvia                        | 3 – 0                             | Andorra | Estádio Dubočica, Leskovac                 |
| 20:45               | Mitrović 12', 24', 53' (pen.) | Relatório (FIFA) Relatório (UEFA) |         | Público: 7 576 Árbitro: AZE Aliyar Aghayev |

| 6 de setembro de 2025 | Letónia | –         | Sérvia | Estádio Skonto, Riga |
| 15:00 (16:00 UTC+3)   |         | FIFA UEFA |        |                      |

| 6 de setembro de 2025 | Inglaterra | –         | Andorra | Estádio de Wembley, Londres |
| 18:00 (17:00 UTC+1)   |            | FIFA UEFA |         |                             |

| 9 de setembro de 2025 | Albânia | –         | Letónia | Arena Kombëtare, Tirana |
| 20:45                 |         | FIFA UEFA |         |                         |

| 9 de setembro de 2025 | Sérvia | –         | Inglaterra | Estádio Estrela Vermelha, Belgrado |
| 20:45                 |        | FIFA UEFA |            |                                    |

| 11 de outubro de 2025 | Letónia | –         | Andorra | Estádio Skonto, Riga |
| 15:00 (16:00 UTC+3)   |         | FIFA UEFA |         |                      |

| 11 de outubro de 2025 | Sérvia | –         | Albânia | Estádio Estrela Vermelha, Belgrado |
| 20:45                 |        | FIFA UEFA |         |                                    |

| 14 de outubro de 2025 | Andorra | –         | Sérvia | Estádio Nacional, Andorra-a-Velha |
| 20:45                 |         | FIFA UEFA |        |                                   |

| 14 de outubro de 2025 | Letónia | –         | Inglaterra | Estádio Skonto, Riga |
| 20:45 (21:45 UTC+3)   |         | FIFA UEFA |            |                      |

| 13 de novembro de 2025 | Andorra | –         | Albânia | Estádio Nacional, Andorra-a-Velha |
| 20:45                  |         | FIFA UEFA |         |                                   |

| 13 de novembro de 2025 | Inglaterra | –         | Sérvia | Estádio de Wembley, Londres |
| 20:45 (19:45 UTC+0)    |            | FIFA UEFA |        |                             |

| 16 de novembro de 2025 | Albânia | –         | Inglaterra | Arena Kombëtare, Tirana |
| 18:00                  |         | FIFA UEFA |            |                         |

| 16 de novembro de 2025 | Sérvia | –         | Letónia | Estádio Dubočica, Leskovac |
| 18:00                  |        | FIFA UEFA |         |                            |

## Artilharia
3 gols
- ENG Harry Kane
- SRB Aleksandar Mitrović

2 gols
- ALB Rey Manaj

1 gol
- ALB Myrto Uzuni
- ENG Eberechi Eze
- ENG Myles Lewis-Skelly
- ENG Reece James
- LVA Antonijs Černomordijs
- LVA Dario Šits

Gols contra
- LVA Antonijs Černomordijs (para a Albânia)